# Proteste in Abchasien 2014
Die Proteste in Abchasien 2014 (auch: Abchasische Revolution) waren teilweise gewaltsame Demonstrationen der Opposition in Abchasien gegen den Präsidenten Alexander Ankwab, der das international kaum anerkannte Land seit 2011 regierte.

## Hintergrund
Nach dem Zerfall der Sowjetunion 1991 hatte Abchasien 1992 seine Unabhängigkeit von Georgien erklärt. Kurz darauf begann der Krieg gegen Georgien, der bis September 1993 dauerte und bei dem etwa 8.000 Menschen getötet und eine viertel Million Einwohner, die Hälfte der abchasischen Bevölkerung, vertrieben wurden. Ab 1994 bestand ein von russischen Soldaten bewachter Waffenstillstand.
Georgien hatte 2008 gegen Abchasien und Südossetien – beide Staaten waren international nicht anerkannt – sowie gegen Russland als deren Schutzmacht Krieg geführt. Zwei Wochen nach dem Krieg wurde Abchasien von Russland und dann von einigen wenigen weiteren Staaten anerkannt. Weil in beiden Gebieten russische Soldaten stationiert sind, wirft Georgien Russland eine Okkupation vor.

## Demonstrationen und Erstürmung des Präsidentenpalastes

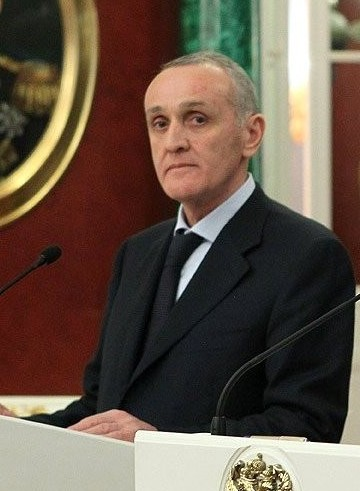
Alexander Ankwab im Oktober 2011

Mehrere tausend Anhänger der Opposition demonstrierten gegen Korruption. Daraus entwickelte sich in der Nacht zum 28. Mai die Erstürmung des Präsidentenpalastes in Sochumi, den die Protestierenden besetzt hielten. Ein Koordinierungsrat der Opposition habe „die Führung der Republik übernommen“, teilte Raul Chadschimba, ein Anführer der Opposition der Presse mit. Ankwab floh und soll sich nach einer Meldung von Interfax in seiner Heimatregion aufgehalten haben. Er bezeichnete die Erstürmung als „bewaffneten Umsturzversuch“. Interfax zitierte auch eine gemeinsame Erklärung von Innen- und Verteidigungsministerium der Republik, in der es hieß, es handle sich um „verfassungswidrigen Methoden, die zu einer Destabilisierung der Lage im Land führen“. Am 1. Juni gab Ankwab, der sich auf einem russischen Militärstützpunkt aufgehalten hatte, seinen Rücktritt bekannt und übertrug seine Vollmachten an den Parlamentschef Waleri Bganba. Er selbst erhielt strafrechtliche Immunität. Ankwabs Partei, Amtsakhara, hielt nach dem Umsturz einen außerordentlichen Parteikongress ab.
Die für den 24. August angesetzten Wahlen gewann Raul Chadschimba, der bis dahin der Opposition angehört hatte.

## Belege
1. ↑  Konflikt im Kaukasus: Präsidentenpalast in Abchasien gestürmt - Ausland - FAZ. In: faz.net. 28. Mai 2014, abgerufen am 3. Dezember 2023.
2. ↑  André Ballin: Abchasische Revolution im Schatten des Maidan - Georgien - derStandard.at › International. In: derstandard.at. 3. Juni 2014, abgerufen am 3. Dezember 2023.
3. ↑  Новости  \  Обращение к народу делегатов внеочередного съезда политической партии «Амцахара». In: apsnypress.info. 8. November 2014, archiviert vom Original am 26. November 2014; abgerufen am 26. November 2014 (russisch).